# Jonas Messing
Jonas Messing är en speedwayförare född 1989 som kör för Rospiggarna från Hallstavik i Uppland, Sverige. Messing är reserv i A-laget som tävlar i Elitserien 2008. Under året har Jonas kört en del heat som nr. 6, och tagit både heatsegrar och femettor. I Rospiggarnas bortamatch mot Västervik fick han chansen som ordinarie reserv, och tog då tillsammans med kusin Andreas Messing två femettor. Blev Nordisk mästare samt Riksmästare på 80cc år 2005. Började köra 500cc säsongen 2006. Gjorde ett inhopp som reserv i förra årets JSM, deltar som ordinarie 2008. 